# 商業月面輸送サービス
商業月面輸送サービス（しょうぎょうげつめんゆそうサービス、英語: Commercial Lunar Payload Services, CLPS）は、NASAが民間企業に観測機器やローバーなどのペイロードの月への輸送を有償で委ねるサービスである。参加できる企業は米国の企業に限定されている。2020年の時点では、2021年以降ペイロードを搭載したランダー (月着陸機) を毎年最低2回の頻度で月に送る予定となっていた。NASAはランダーをこれまで通り自前で開発するのではなく、複数の民間企業のサービスを利用する形式を取ることにより、競争の活発化や価格の低下を見込んでいる。またCLPSではミッションの成功について従来よりも高いリスクを許容している。
2025年3月現在、4つのミッションが打ち上げられ、そのうち1つが月着陸後のミッションに成功した。

## 参加企業
商業月面輸送サービスへの参加を認められた企業の第一弾となる9社は2018年に選定された。2019年11月、NASAは追加で5社を選定し、参加企業は計14社となった。このうちアストロボティック・テクノロジー、インテュイティブ・マシーンズ、ファイアフライ・エアロスペースはミッションの委託を複数回受けている。参加できる企業は米国の企業に限定されているため、日本に本社を置くispaceなどは直接参加することができないが、ispaceの場合はチャールズ・スターク・ドレイパー研究所とパートナー契約を結び、ドレイパー研究所がNASAから委託されたミッションへ協力している。NASAは各社に対し、NASAのペイロードの要件に干渉しないものに限り、独自に追加のペイロードを搭載することを奨励している。
| 選定日         | 会社名                                   | 備考 |
| -------------- | ---------------------------------------- | --- |
| 2018年11月29日 | アストロボティック・テクノロジー         | |
| 2018年11月29日 | ディープ・スペース・システムズ           | 2020年6月、AE Industrial Partnersが買収。Adcole Spaceと合併して新会社レッドワイヤーの一部となった。                          |
| 2018年11月29日 | ドレイパー研究所                         | |
| 2018年11月29日 | ファイアフライ・エアロスペース           | |
| 2018年11月29日 | インテュイティブ・マシーンズ             | |
| 2018年11月29日 | ロッキード・マーティン                   | |
| 2018年11月29日 | マステン・スペース・システムズ           | 後述のミッション委託が一因で人材難・資金不足に陥った末、2022年7月に破産。2022年9月にアストロボティック・テクノロジーが買収。 |
| 2018年11月29日 | ムーン・エクスプレス                     | |
| 2018年11月29日 | オービット・ビヨンド                     | |
| 2019年11月18日 | ブルーオリジン                           | |
| 2019年11月18日 | Ceres Robotics                           | |
| 2019年11月18日 | シエラ・ネヴァダ・コーポレーション       | |
| 2019年11月18日 | スペースX                                | |
| 2019年11月18日 | タイヴァック・ナノサテライト・システムズ | |

## タスクオーダー
2024年8月現在、委託済みのタスクオーダーにより各社は計13のミッションを実施あるいは計画している。このうち一つは委託後に取り下げられている。NASAはCLPSの各社がタスクオーダーの委託後、月面に着陸するまで最低28から32ヶ月要すると予想している。
NASAは最初にタスクオーダー2-ABと2-IMを選定し、その次は月面ローバーVIPERを運ぶことになる20Aの発出が見込まれていたが、NASAはCLPS参加企業とのワークショップの場で企業側から寄せられたフィードバックを参考にし、20Aの発出を延期することを2020年の初めに表明した。よって先にタスクオーダー19Cが2020年1月中に発出されたが、1月31日に理由の説明なしにこの発出は撤回された。19Cはその後2020年2月に改めて発出された。NASAは一旦撤回されたのは要件の見直しが必要になったためとしている。2020年1月にアメリカ合衆国下院に提出されたNASAの授権法案では、CLPSにおいてNASAが調達する民間月着陸機は設計・開発・製造がアメリカ国内で半分以上行われたものでなければいけないことが明記された。この要件は19C以降のタスクオーダーに適用されている。
2020年6月、NASAは月の南極で水を探索するローバーVIPERを月面まで届けるタスクオーダーをアストロボティック・テクノロジーに委託することを発表した。
2024年8月、NASAがタスクオーダーCT-3の委託先としてブルーオリジンを選定したことが調達文書で明らかになった。CT-3ではSCALPSSというカメラシステムを使い、ランダーのエンジンが排気するプルームが月の南極のレゴリスと反応する様子を観測する。CT-3で得られた知見はアルテミス計画の有人月面ランダーの開発に活かされるが、そのためには8,000重量ポンド以上の推力を出せるエンジンが必要であるとNASAは説明している。月の南極へ向かう民間のランダーのうちこの条件を満たすのはブルーオリジンのみだとして、競争的な審査を経ることなく同社が単独指名された。

### 委託済みのタスクオーダー
| タスクオーダー | 企業によるミッション名                         | 受注者                           | 選定日時      | 目的地                 | 委託費 (万ドル)     | 備考 |
| -------------- | ---------------------------------------------- | -------------------------------- | ------------- | ---------------------- | ------------------- | --- |
| 2-AB           | Peregrine Mission One                          | アストロボティック・テクノロジー | 2019年5月     | 粘りの入江             | 7,950               | 燃料漏れにより月周回軌道投入に失敗。のちに地球大気圏に突入し機体は失われた。 |
| 2-IM/ 20C      | IM-1                                           | インテュイティブ・マシーンズ     | 2019年5月     | マラパートA            | 7,700               | 民間による月着陸に初めて成功 |
| -              | -                                              | オービット・ビヨンド             | 2019年5月     | 雨の海                 | 9,700               | ミッションが実施できないとして2019年7月に契約を解消。観測機器を4つ運ぶ委託を受けたが、中止時点では運ぶ装置の割り当てはまだされていなかった。 |
| 19C            | Masten Mission 1                               | マステン・スペース・システムズ   | 2020年4月     | 月の南極               | 7,590               | 2020年4月8日、NASAはタスクオーダー19Cの委託先としてマステン・スペース・システムズを選定した。2022年7月、マステンは破産し、その後9月にアストロボティック・テクノロジーによって買収された。2022年9月の段階ではアストロボティックはマステンのCLPSミッションの今後について明言していない。NASAはマステン・スペースが契約を履行できない場合、ペイロードをCLPSの他のミッションに搭載するとしている。 |
| 20A            | Griffin Mission One                            | アストロボティック・テクノロジー | 2020年6月     | ムートン山             | 32,200 (当初19,950) | 着陸機が重量の大きいペイロードを月面まで運ぶ能力を実証する。 |
| PRIME-1        | IM-2                                           | インテュイティブ・マシーンズ     | 2020年10月    | ムートン山             |                     | |
| 19D            | ゴースト・ライダーズ・イン・ザ・スカイ (BGM1)  | ファイアフライ・エアロスペース   | February 2021 | ラトレイユ山           |                     | |
| CP-11          | IM-3                                           | インテュイティブ・マシーンズ     | November 2021 | ライナー・ガンマ       |                     | |
| CP-12          | Team Draper Commercial Mission 1 (ミッション3) | ドレイパー研究所                 | 2022年7月     | シュレディンガー盆地   | 7,600               | 月の裏側の環境をモニタリングする。 |
| CS-3/ CS-4     | BGM2                                           | ファイアフライ・エアロスペース   | 2023年3月     | 月の裏側/月周回軌道    |                     | 低周波の電波天文観測を行う。ESAのルナー・パスファインダーが相乗りする。 |
| CT-3           | Pathfinder Mission (MK1-SN001)                 | ブルーオリジン                   | 2024年8月     | 月の南極               | 610                 | SCALPSSを搭載 |
| CP-22          | IM-4                                           | インテュイティブ・マシーンズ     | 2024年8月     | 月の南極               |                     | 酵母の放射線および月の重力への応答を調べる。 |
| CP-21          | BGM3                                           | ファイアフライ・エアロスペース   | 2024年8月     | グルースイゼン・ドーム |                     | グルースイゼン・ドームの組成と成り立ちを調査する。 |

### 委託前のタスクオーダー
| タスクオーダー | 目的地                         | 備考                           |
| -------------- | ------------------------------ | ------------------------------ |
| CP-32          | イナ・イレギュラーマーレパッチ | イナの形成年代と組成を調べる。 |

## CLPSのミッション一覧
| ミッション名                                   | 企業                             | 使用機体                 | ロケット               | 打ち上げ日時                   | 目的地                 | NASAのペイロード               | 結果 |
| ---------------------------------------------- | -------------------------------- | ------------------------ | ---------------------- | ------------------------------ | ---------------------- | ------------------------------ | ---- |
| Peregrine Mission One                          | アストロボティック・テクノロジー | ペレグリン               | ヴァルカン・セントール | 2024年1月8日                   | 粘りの入江             | 5件（当初10件）                | 失敗 |
| IM-1                                           | インテュイティブ・マシーンズ     | Nova-C「オデュッセウス」 | ファルコン9            | 2024年2月                      | マラパートA            | 6件                            | 成功 |
| -                                              | オービット・ビヨンド             | Z-01                     | -                      | 2020年9月（中止時点の予定）    | 雨の海                 | 4件                            | 中止 |
| Masten Mission 1                               | マステン・スペース・システムズ   | Xelene                   | ファルコン9            | 2023年11月（2021年時点の予定） | 月の南極               | 9件（ローバー搭載の1件を含む） | 不明 |
| Griffin Mission One                            | アストロボティック・テクノロジー | グリフィン               | ファルコンヘビー       | 2025年                         | ムートン山             | 不明                           | 予定 |
| IM-2                                           | インテュイティブ・マシーンズ     | Nova-C「アテーナー」     | ファルコン9            | 2024年                         | ムートン山             | PRIME-1                        | 失敗 |
| ゴースト・ライダーズ・イン・ザ・スカイ (BGM1)  | ファイアフライ・エアロスペース   | ブルーゴースト           | ファルコン9            | 2025年1月15日                  | ラトレイユ山           | 10件                           | 成功 |
| IM-3                                           | インテュイティブ・マシーンズ     | Nova-C                   | ファルコン9            | 2024年                         | ライナー・ガンマ       | 4件                            | 予定 |
| Team Draper Commercial Mission 1 (ミッション3) | ドレイパー研究所                 | APEX 1.0                 |                        | 2026                           | シュレディンガー盆地   | 3件                            | 予定 |
| BGM2                                           | ファイアフライ・エアロスペース   | ブルーゴースト、エリトラ |                        | 2026年                         | 月の裏側/月周回軌道    |                                | 予定 |
| Pathfinder Mission (MK1-SN001)                 | ブルーオリジン                   | ブルームーン MK1         | ニューグレン           | 2025年3月                      | 月の南極               | 1件                            | 予定 |
| IM-4                                           | インテュイティブ・マシーンズ     |                          |                        | 2027年                         | 月の南極               | 6件                            | 予定 |
| BGM3                                           | ファイアフライ・エアロスペース   |                          |                        | 2028年                         | グルースイゼン・ドーム | 6件                            | 予定 |

## ペイロード

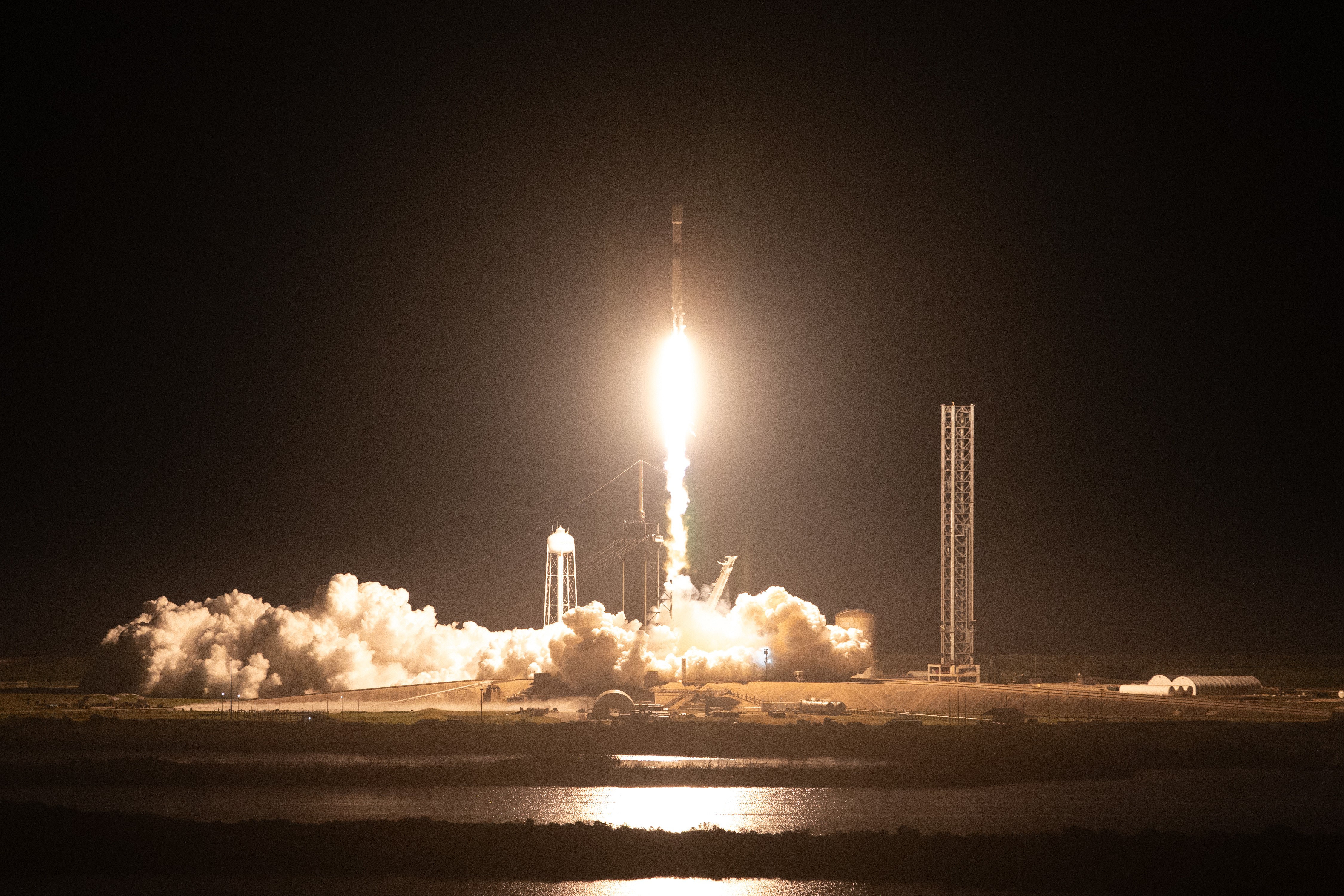
CLPSで初めて月面着陸に成功したIM-1ミッションにはCLPSのペイロードが6つ搭載されていた

CLPSでのランダーの契約にはペイロードは含まれていない。ペイロードは公募を通じた別途の契約で開発される。CLPSの各ランダーは契約に応じて、輸送、電力や通信などの支援、サンプルリターン、などのサービスを提供する。ペイロードの選定はCLPS Manifest Selection Board (CMSB)が行う。CMSBのメンバーはNASAの各部門の代表者から構成される。また各ランダーにはNASA提供のレーザーリトロリフレクターアレイ (LRA、MPAc、NGLRの何れか) が取り付けられる。
最初に選定されたペイロード (NASA提供の月面ペイロード) は予定されている打ち上げまでの期間が短かったため、NASAの研究機関が主導するもののみが選定された。以降の選定には大学や産業界が提供するものも含まれている。2020年以降のペイロードの公募は、月面でのペイロードと研究調査 (PRISM) の枠組みで行われている。

### NPLPとして選定されたペイロード
CLPSの最初期のミッションで飛ぶことになるNASA提供の月面ペイロード (NASA Provided Lunar Payloads、略称NPLP) は2019年2月に発表された。この際公表された12件にM-SOLOを加えた計13件がNPLPを構成している。

### LSITPとして選定されたペイロード
2018年10月、NASAは月面器械と技術ペイロード (Lunar Surface Instrument and Technology Payloads、略称LSITP) の公募を発出した。2019年7月、12ものペイロードが選定された。

### PRISMを通して選定されたペイロード
2020年4月、NASAは月面でのペイロードと研究調査 (Payloads and Research Investigations on the Surface of the Moon、略称PRISM) についての情報提供依頼を発出した。以降のペイロードはPRISMを通して選定されたものが中心となる。PRISMでは、PRISM Stage-1 RFIとPRISM Stage-2の2段階に分けてペイロードの選定が行われる。RFIには238もの参加表明が集まり、これらは今後選定するペイロード候補のカタログとして使われる。各ペイロードへの米国外からの貢献は総費用の3割に収まらなければならない。月面のどこへでも送ることができるペイロードはPRISMを通して募集される。2022年現在、PRISMで以下のペイロードが選定されている。
ルナー・バーテックス (LVx)
ランダーに搭載される装置とローバーから構成される。ローバーはLunar Outpost社が製造する。ローバーには磁力計が搭載され、ライナー・ガンマで月表面の磁場の精密測定を行う。またカナダのCanadensys社製の顕微鏡も搭載される。
月内部温度と物質システム (LITMS)
ドリルのLISTERと月磁気地電流サウンダーLMSから構成される。シュレディンガー盆地における月内部の熱流と電気伝導性を調べる。またFSSが取得した月震のデータを補完する。

### 国際貢献のペイロード
CLPSで海外の宇宙機関などが国際貢献の形でペイロードを提供するには2つの方式がある。他のペイロードを補うものであればCMSBによって事前に搭載が検討される。またペイロードが確定する段階で、ランダーの搭載スペースに余りがある場合それが国際貢献のペイロードに充てがわれる場合がある。
欧州宇宙機関 (ESA) が開発している探査、商業開発、輸送のための資源観測とその場探査パッケージ (Package for Resource Observation and in-Situ Prospecting for Exploration, Commercial exploitation and Transportation) PROSPECTはCLPSのペイロードとして月面に運ばれる。NASAによるとPROSPECTが搭載されるのは月の南極に向かうCLPSミッションである。PROSPECTは極低温ドリル、サンプルのハンドリング装置、質量分析計、オーブン、多波長の表面撮像システム、地下の誘電率を測るセンサーから構成される。PROSPECTは月面で水などの揮発性物質を探索する他、その場資源利用 (ISRU) 実験も行う。PROSPECTのドリルProSEEDはイタリア、質量分析計ProSPAはイギリスのオープン大学がそれぞれ開発を主導している。

### CLPSのペイロード一覧
以下にこれまでに選定されたペイロードの概要を示す。
| ペイロード名 | 研究機関                                                  | 選定時期  | 搭載ミッション                                                                 | 備考 |
| ------------ | --------------------------------------------------------- | --------- | ------------------------------------------------------------------------------ | --- |
| CADRE        | NASAジェット推進研究所                                    |           | IM-3                                                                           | 複数台のローバーから構成される。                                                                                    |
| DIMPLE       | サウスウエスト・リサーチ・インスティテュート              | 2023年7月 |                                                                                | ローバー、把持器、分光器から構成される。                                                                            |
| EDS          | ケネディ宇宙センター静電気学・表面物理研究所              |           | BGM1                                                                           | |
| FSS          | NASAジェット推進研究所                                    | 2021年6月 | ミッション3                                                                    | |
| Heimdall     | 惑星科学研究所                                            | 2019年7月 | Masten Mission 1、BGM3                                                         | 4台のカメラのうち2台はSAMPLRの先端に搭載される。                                                                    |
| L-CIRiS      | コロラド大学ボルダー校                                    | 2019年7月 | Masten Mission 1、IM-4                                                         | |
| LEIA         | NASAエイムズ研究センター                                  | 2022年6月 | IM-4                                                                           | |
| LETS         | NASAジョンソン宇宙センター                                | 2019年2月 | Peregrine Mission One、Masten Mission 1                                        | |
| LEXI         | ボストン大学                                              | 2019年7月 | BGM1                                                                           | |
| LISTER       | テキサス工科大学                                          | 2019年7月 | BGM1                                                                           | |
| LITMS        | サウスウエスト・リサーチ・インスティテュート              | 2021年6月 | ミッション3                                                                    | LISTERを含む2つの機器から構成される。                                                                               |
| LMS          | サウスウエスト・リサーチ・インスティテュート              | 2019年7月 | BGM1                                                                           | |
| LN-1         | NASAマーシャル宇宙飛行センター                            | 2019年2月 | IM-1                                                                           | 技術実証 |
| LPV          | ハニービーロボティクス                                    | 2019年7月 | BGM1                                                                           | |
| LRA          | NASAゴダード宇宙飛行センター                              |           | Peregrine Mission One、IM-1、Masten Mission 1、Griffin Mission One、IM-2、IM-4 | |
| LuGRE        | NASAゴダード宇宙飛行センター                              |           | BGM1                                                                           | |
| Lunar-VISE   | セントラルフロリダ大学                                    | 2022年6月 | BGM3                                                                           | 5つの機器から構成される。                                                                                           |
| LuSEE-Lite   | カリフォルニア大学バークレー校                            | 2019年7月 | ミッション3                                                                    | パーカー・ソーラー・プローブに搭載された観測機器FIELDSのフライトスペアを流用。                                      |
| LuSEE-Night  | ブルックヘブン国立研究所/ローレンス・バークレー国立研究所 |           | BGM2                                                                           | LuSEE-Liteから派生                                                                                                  |
| LUSEM        | 韓国天文研究院                                            |           | IM-3                                                                           | |
| LVx          | ジョンズ・ホプキンズ大学応用物理研究所                    | 2021年6月 | IM-3                                                                           | ローバーを含む。 |
| MAG          | NASAゴダード宇宙飛行センター                              | 2019年2月 | IM-4                                                                           | |
| MoonRanger   | アストロボティック・テクノロジー                          | 2019年7月 | Masten Mission 1                                                               | 小型ローバー。NSSを搭載する。                                                                                       |
| MPAc         | 欧州宇宙機関                                              |           | IM-3                                                                           | |
| MSolo        | NASAケネディ宇宙センター                                  |           | Masten Mission 1、Griffin Mission One、IM-2                                    | |
| NDL          | NASAラングレー研究所                                      | 2019年2月 | IM-1                                                                           | |
| NGLR         | メリーランド大学                                          | 2019年7月 | BGM1                                                                           | |
| NIRVSS       | NASAエイムズ研究センター                                  | 2019年2月 | Peregrine Mission One、Masten Mission 1、Griffin Mission One                   | |
| NMLS         | NASAマーシャル宇宙飛行センター                            | 2019年2月 | BGM3                                                                           | |
| NSS          | NASAエイムズ研究センター                                  | 2019年2月 | Peregrine Mission One、Griffin Mission One                                     | |
| PILS         | NASAグレン研究センター                                    | 2019年2月 | BGM3                                                                           | 技術実証 |
| PITMS        | NASAゴダード宇宙飛行センター                              |           | Peregrine Mission One                                                          | |
| PROSPECT     | 欧州宇宙機関                                              |           | IM-4                                                                           | |
| RAC          | イージス・エアロスペース                                  | 2019年7月 | BGM1                                                                           | |
| RadPC        | モンタナ州立大学                                          | 2019年7月 | BGM1                                                                           | |
| RFMG         | NASAグレン研究センター                                    |           | IM-1                                                                           | |
| ROLSES       | NASAゴダード宇宙飛行センター                              | 2019年2月 | IM-1、BGM3                                                                     | |
| SAMPLR       | マクサー・テクノロジーズ                                  | 2019年7月 | Masten Mission 1、BGM3                                                         | ロボットアーム。マーズ・エクスプロレーション・ローバーのフライトスペアを流用。                                      |
| SCALPSS      | NASAラングレー研究所                                      | 2019年2月 | IM-1                                                                           | |
| SCALPSS 1.1. | NASAラングレー研究所                                      |           | BGM1、MK1-SN001?                                                               | SCALPSSにカメラを2台追加                                                                                            |
| SEAL         | NASAゴダード宇宙飛行センター                              | 2019年2月 | IM-4                                                                           | 日本の火星探査機のぞみに搭載された中性粒子質量分析器 (NMS) のフライトスペアとして保管されていたものを月向けに改装。 |
| TRIDENT      | ハニービーロボティクス                                    |           | Griffin Mission One、IM-2                                                      | |
| UT           | NASAジェット推進研究所                                    |           | BGM2                                                                           | Sバンドの通信機器。Lunar Pathfinder衛星の運用開始に用いられる。                                                     |